# Turns
Turns ist ein Jazzalbum von Uwe Oberg und Silke Eberhard. Die im Januar und April 2015 im Studio H2 Berlin bzw. im Loft, Köln entstandenen Aufnahmen erschienen 2016 auf Leo Records.

## Hintergrund
Der Pianist Uwe Oberg erforschte im Duo mit der Holzbläserin Silke Eberhard Musik, die im Zusammenhang mit dem frühen Paul Bley steht, mit Stücken von Carla Bley, Annette Peacock und Jimmy Giuffre. Damit warfen sie einen Blick auf die Free-Jazz-Bewegung der 1960er-Jahre, um sie mit der Gegenwart zu verschmelzen, so Oberg in den Liner Notes ders Albums.

## Titelliste
- Uwe Oberg & Silke Eberhard: Turns (Leo Records CD LR 749)[1]

1. Ping Pong Pogo (Silke Eberhard) 2:25
2. King Korn (Carla Bley) 3:42
3. Emphasis (Jimmy Giuffre) 5:28
4. Enzym & Eros (Var.2) (Uwe Oberg) 5:32
5. Both (Annette Peacock) 4:26
6. Syndrome – Narrow Window (Narrow Window: U. Oberg), (Syndrome: Carla Bley) 12:07
7. Batterie (Carla Bley) 3:08
8. Scootin' About (Jimmy Giuffre) 4:14
9. Roomer's Loot (Silke Eberhard, Uwe Oberg) 5:22
10. Sketch No. 5 (Silke Eberhard) 3:13
11. Mr. Joy (Annette Peacock) 3:55

## Rezeption

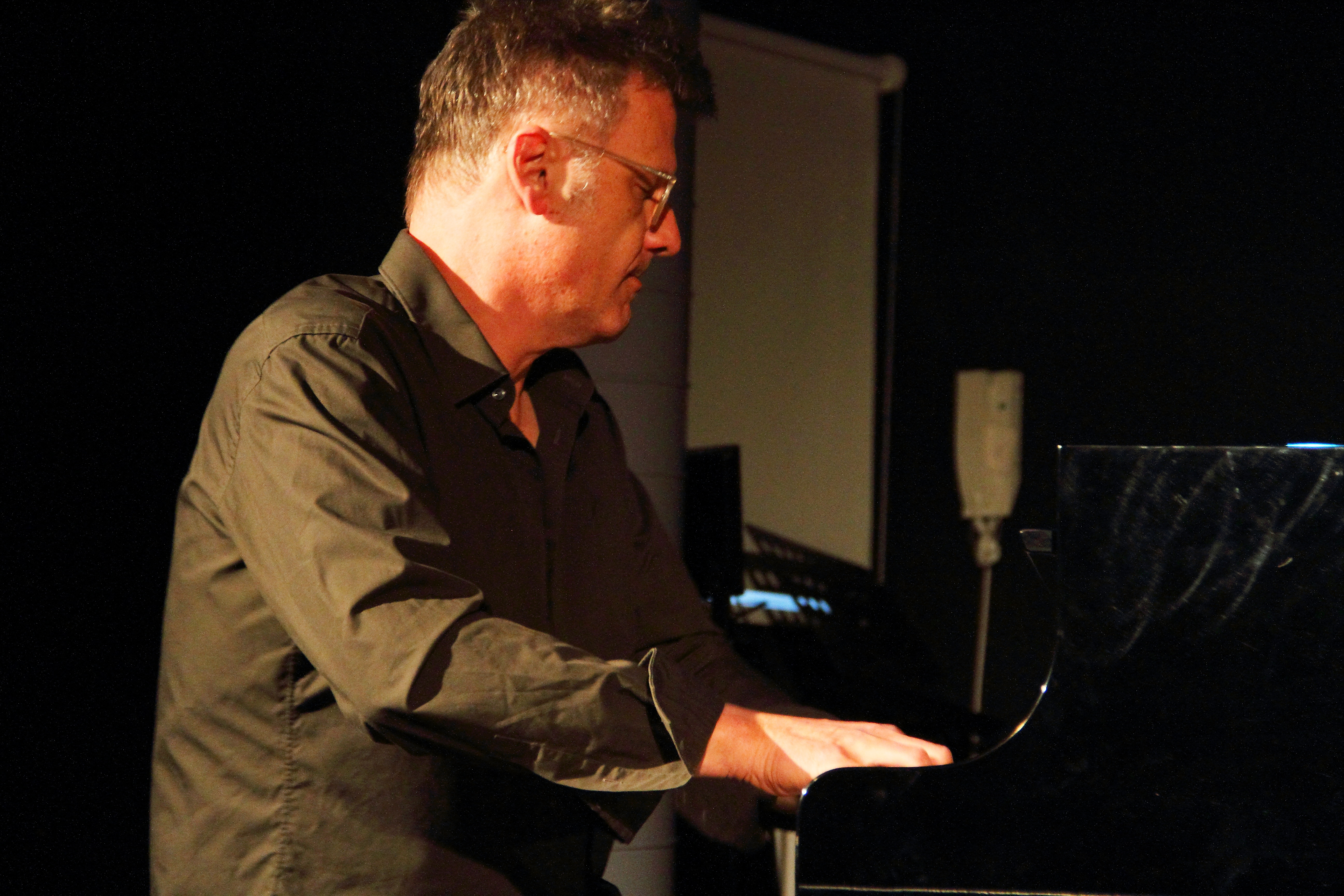
Uwe Oberg 2017 im KULT in Niederstetten

Still und ohne Umzug nach Berlin, Deutschlands Hauptstadt der improvisierten Musik, habe sich der in Wiesbaden lebende Pianist Uwe Oberg langsam einen Namen gemacht, schrieb Ken Waxman in Jazz Word. Oberg sei kein dogmatischer Regionalist, sondern reise und beteilige sich an Projekten außerhalb seiner Stadt, einschließlich der Bands mit dem bezeichnenden Namen Lacy Pool und Bands mit Leuten wie Paul Lovens und Evan Parker. Wie ein Filmemacher, die bei der Neuverfilmung klassischer Stoffe neue Blickwinkel hervorheben, verliehen Oberg und Eberhard Melodien, die größtenteils vor 40 oder 50 Jahren komponiert wurden, eine neue Note. Ein weiteres Zeichen ihres Könnens sei, dass ihr eigenes Material keine Wellen erzeuge, wenn es neben den von den Amerikanern komponierten Titeln schwebte. Am deutlichsten höre man das bei „Syndrome – Narrow Window“, das die von Bley komponierte Zeile mit einem Oberg-Original verbinde. „Narrow Window“ sei mehr als eine Erweiterung des ersten Liedes, denn es nehme seine lange Intensität auf und zerlege sie in schmale, durch Pausen getrennte Töne.
Obergs Duo mit Eberhard zeige die bemerkenswerte Fähigkeit des Pianisten, vorhandenes Material zu interpretieren, so Waxman weiter. Wie ein Charakterdarsteller demonstriere Oberg in vielen Rollen seine Vielseitigkeit.